# Aurora (Utah)
Aurora é uma cidade localizada no estado norte-americano de Utah, no Condado de Sevier.

## Demografia
Segundo o censo norte-americano de 2000, a sua população era de 947 habitantes. 
Em 2006, foi estimada uma população de 947, um aumento de 0 (0.0%).

## Geografia
De acordo com o United States Census Bureau tem uma área de 
2,6 km², dos quais 2,6 km² cobertos por terra e 0,0 km² cobertos por água. Aurora localiza-se a aproximadamente 1585 m acima do nível do mar.

## Localidades na vizinhança
O diagrama seguinte representa as localidades num raio de 24 km ao redor de Aurora. 